# Rue Vanemuise (Tartu)
La rue Vanemuise (estonien : Vanemuise tänav) est une rue de Tartu en Estonie.

## Présentation
La rue Vanemuise est une rue du quartier Kesklinn de Tartu.
La rue Vanemuise tänav est parallèle à la rue Riia tänav. Elle part de la rue Ülikooli tänav et s'étend vers le sud-ouest jusqu'à la rue Vaksali tänav. 
La longueur de la rue Vanemuise est de 1100 mètres.

## Lieux et bâtiments

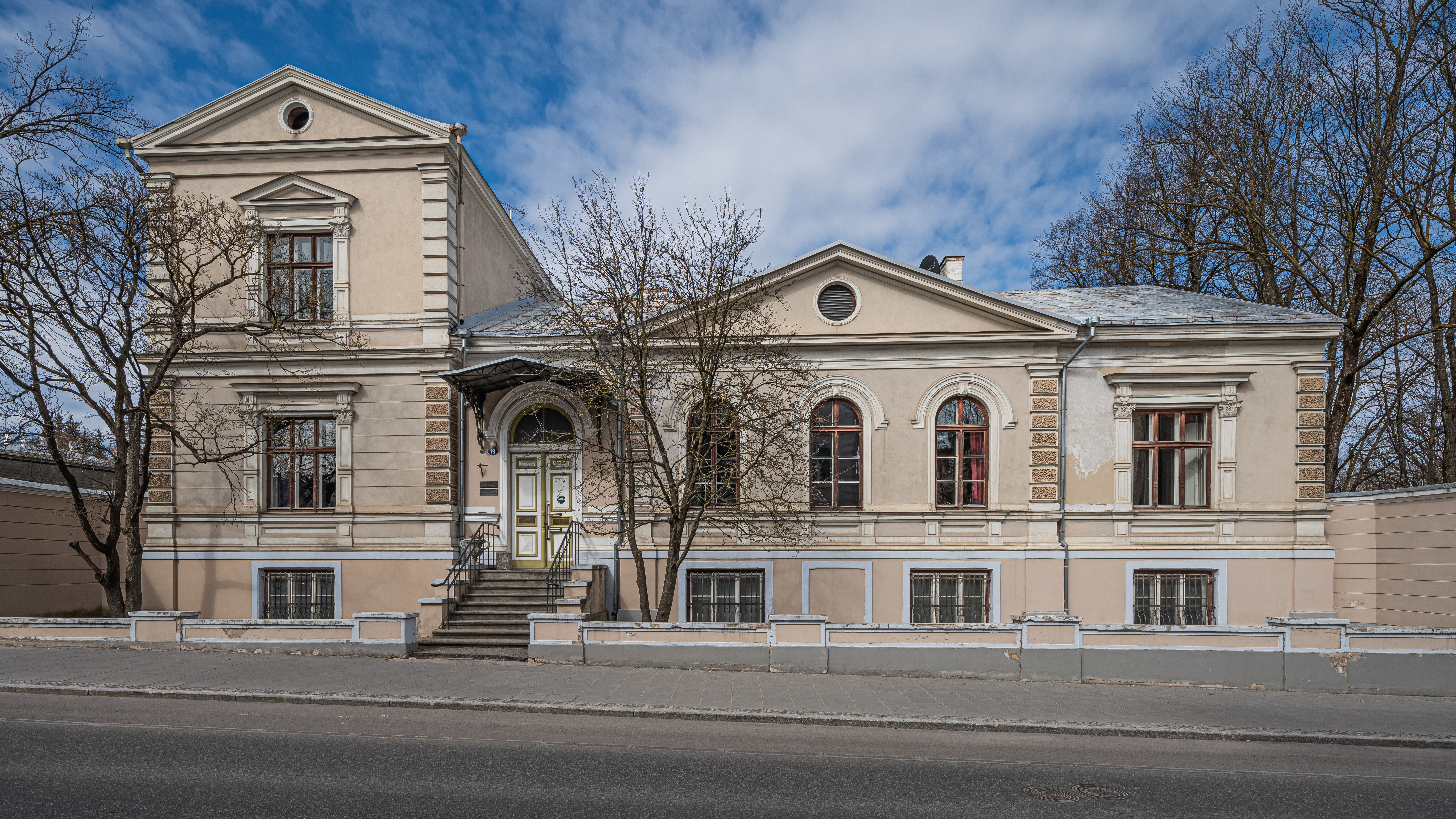
Vanemuise 19, Maison de la littérature.
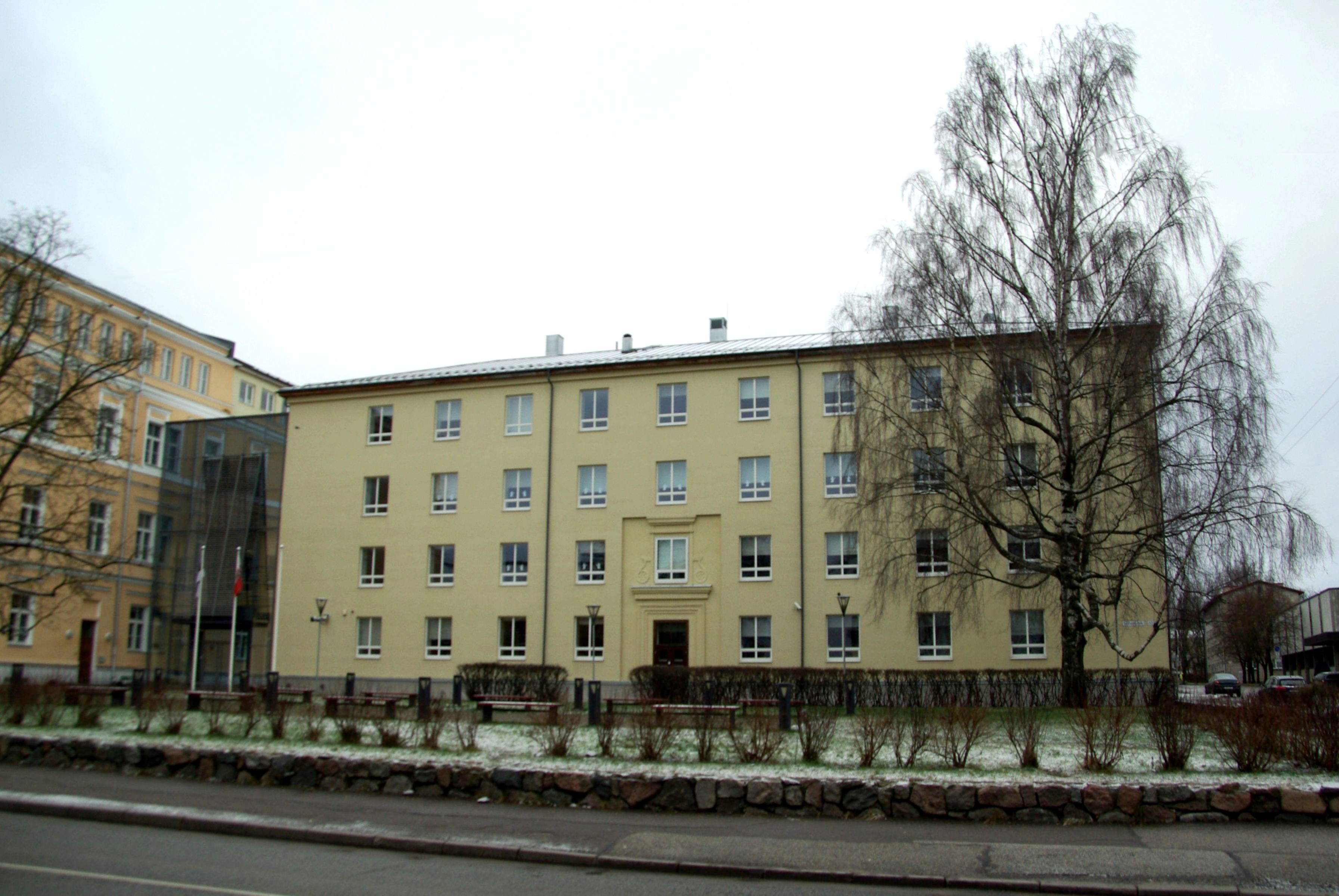
Vanemuise 33
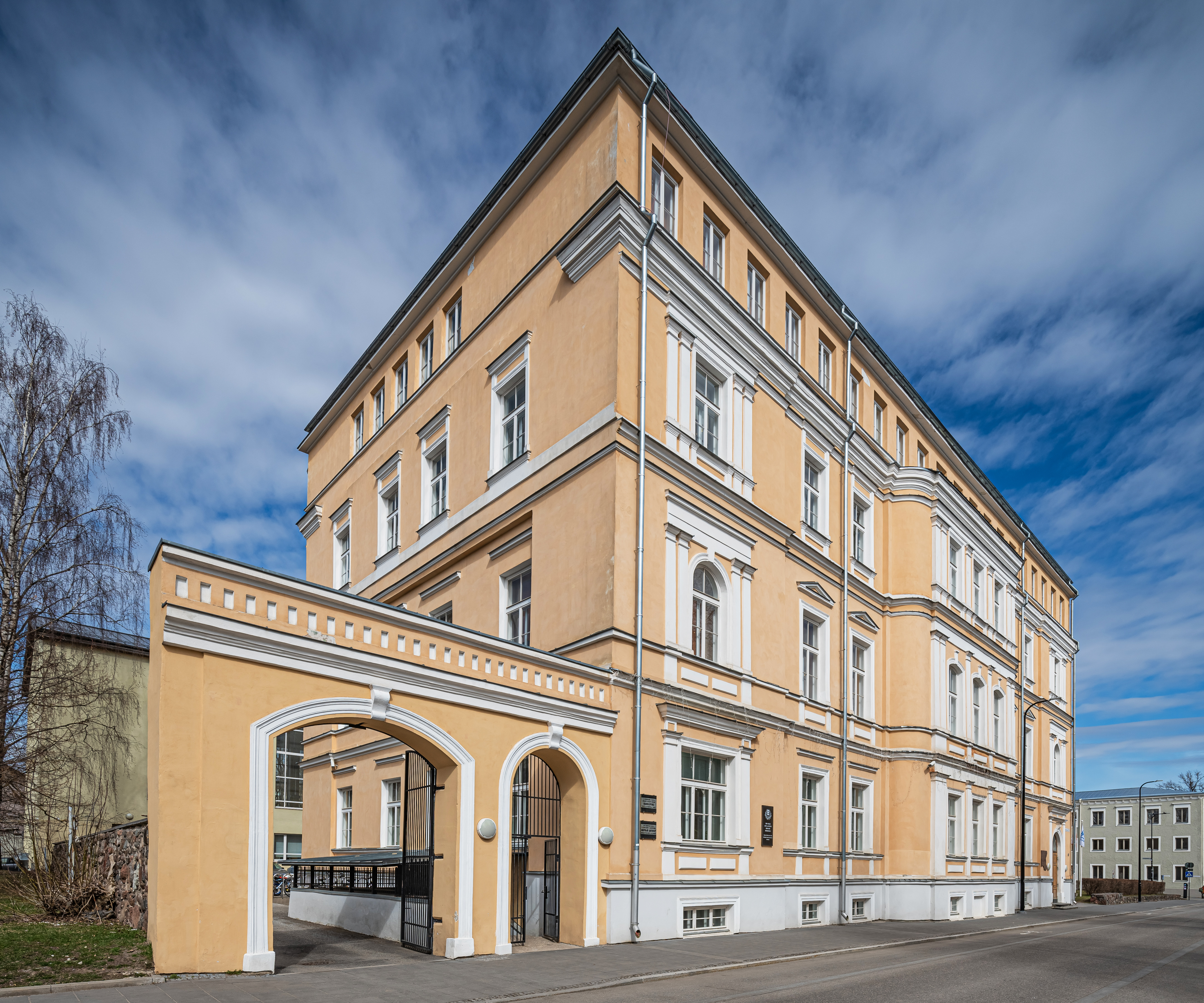
Vanemuise 35, Lycée Jaan Poska
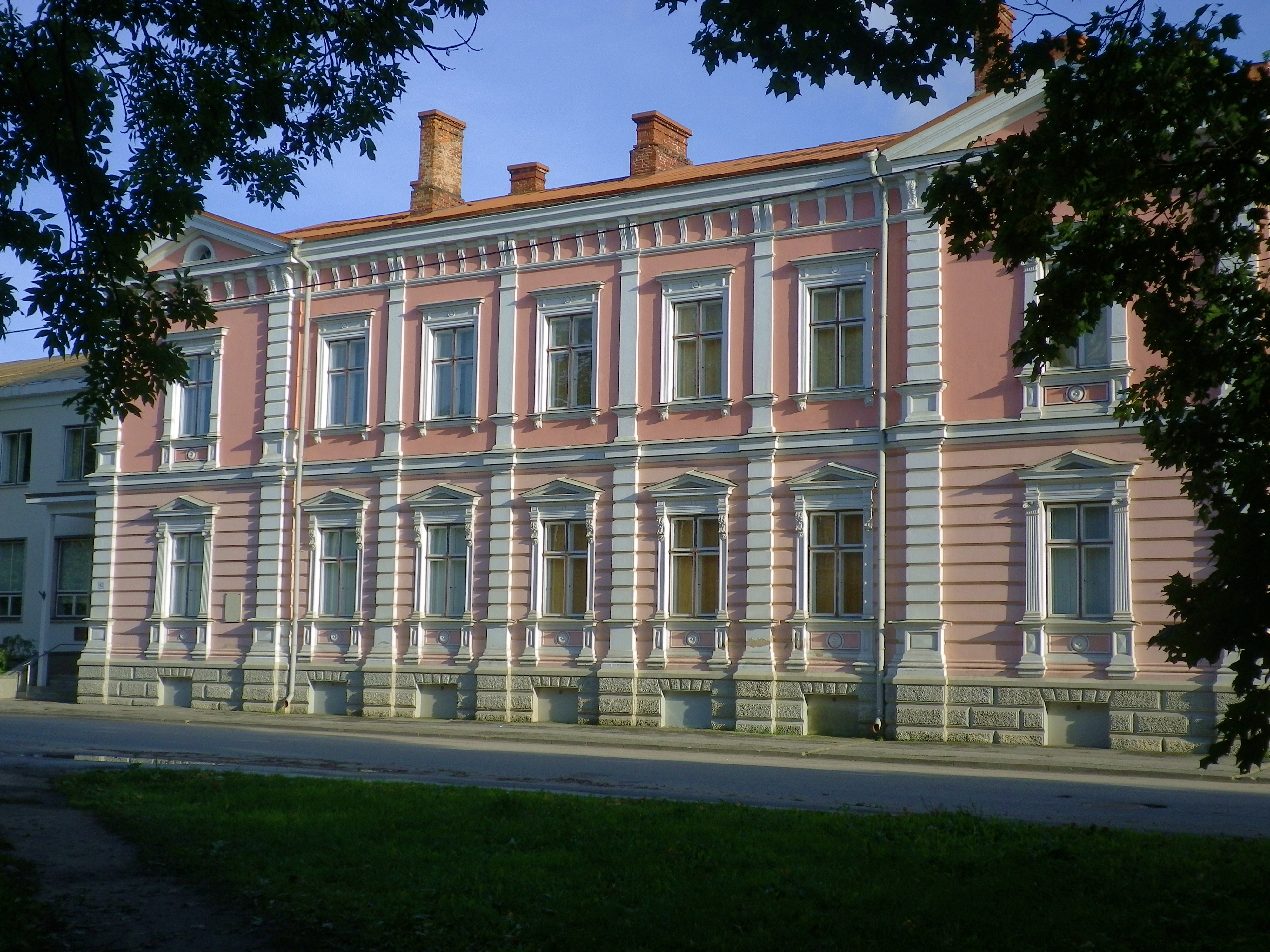
Vanemuise 42, Musée de la littérature

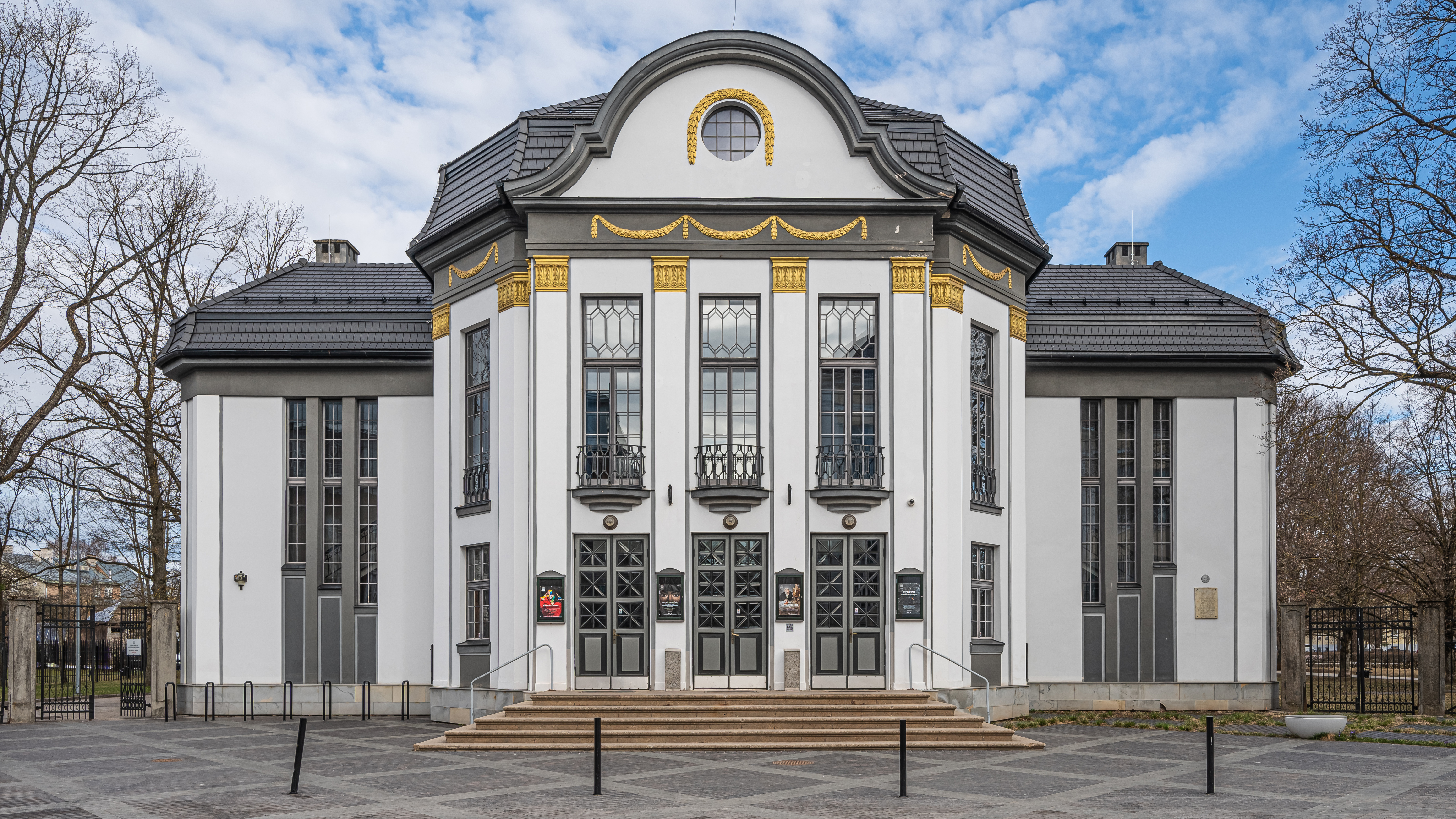
Vanemuise 45a, le petit théâtre.
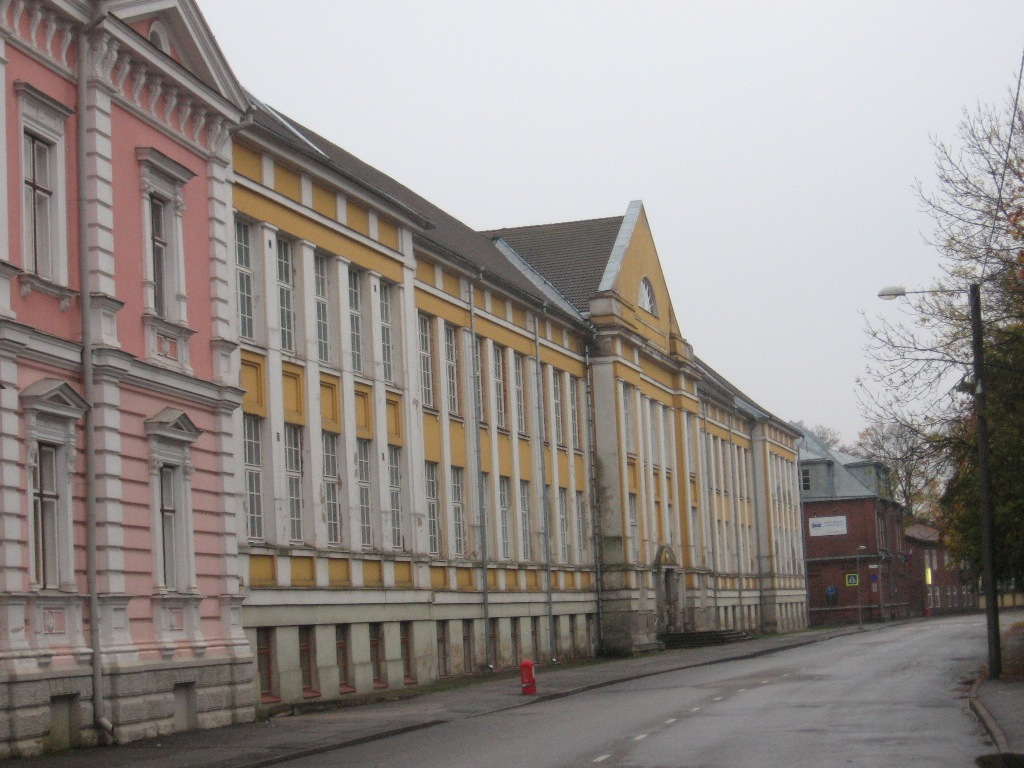
Vanemuise 46, Bâtiment de l'Université de Tartu.
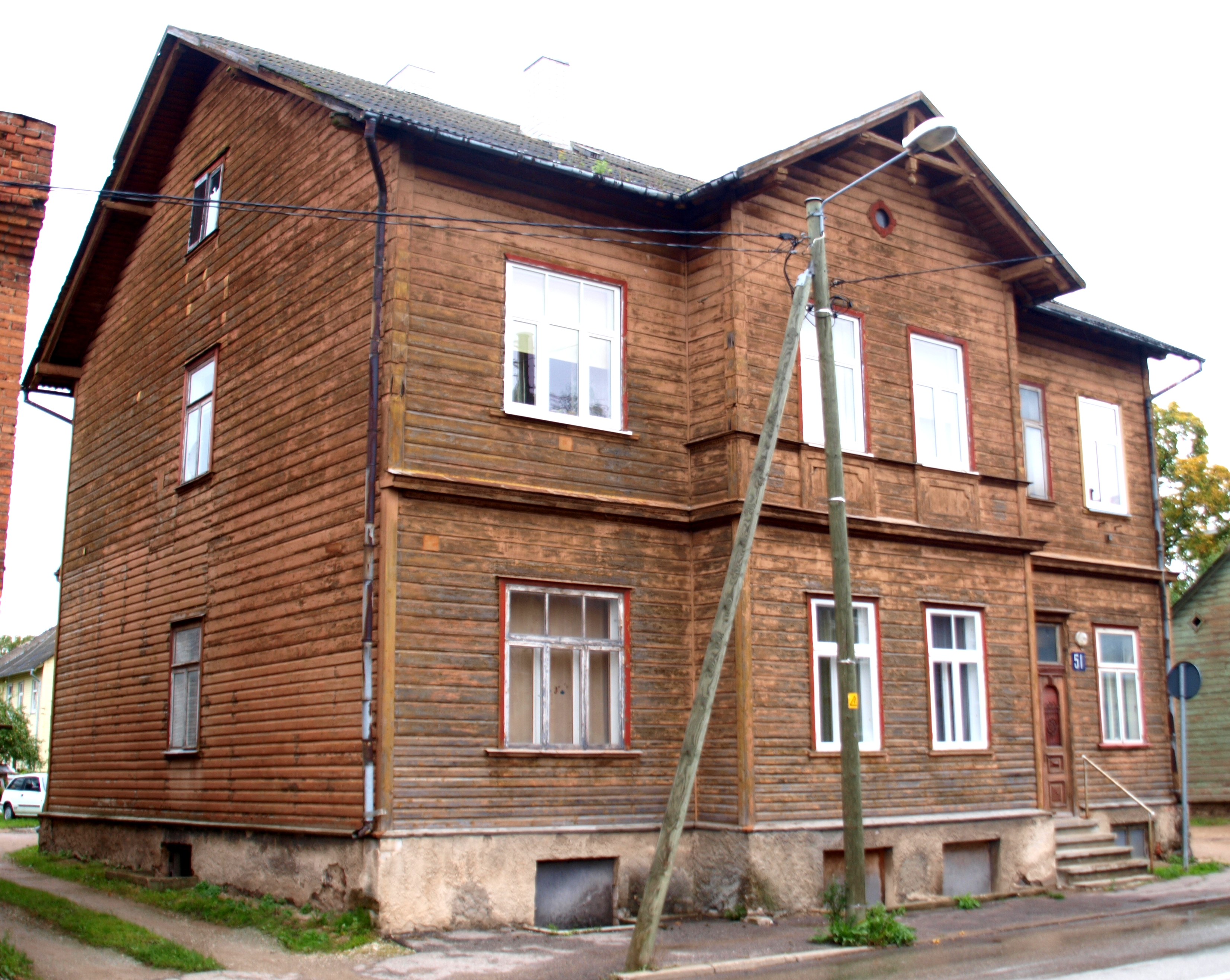
Vanemuise 51
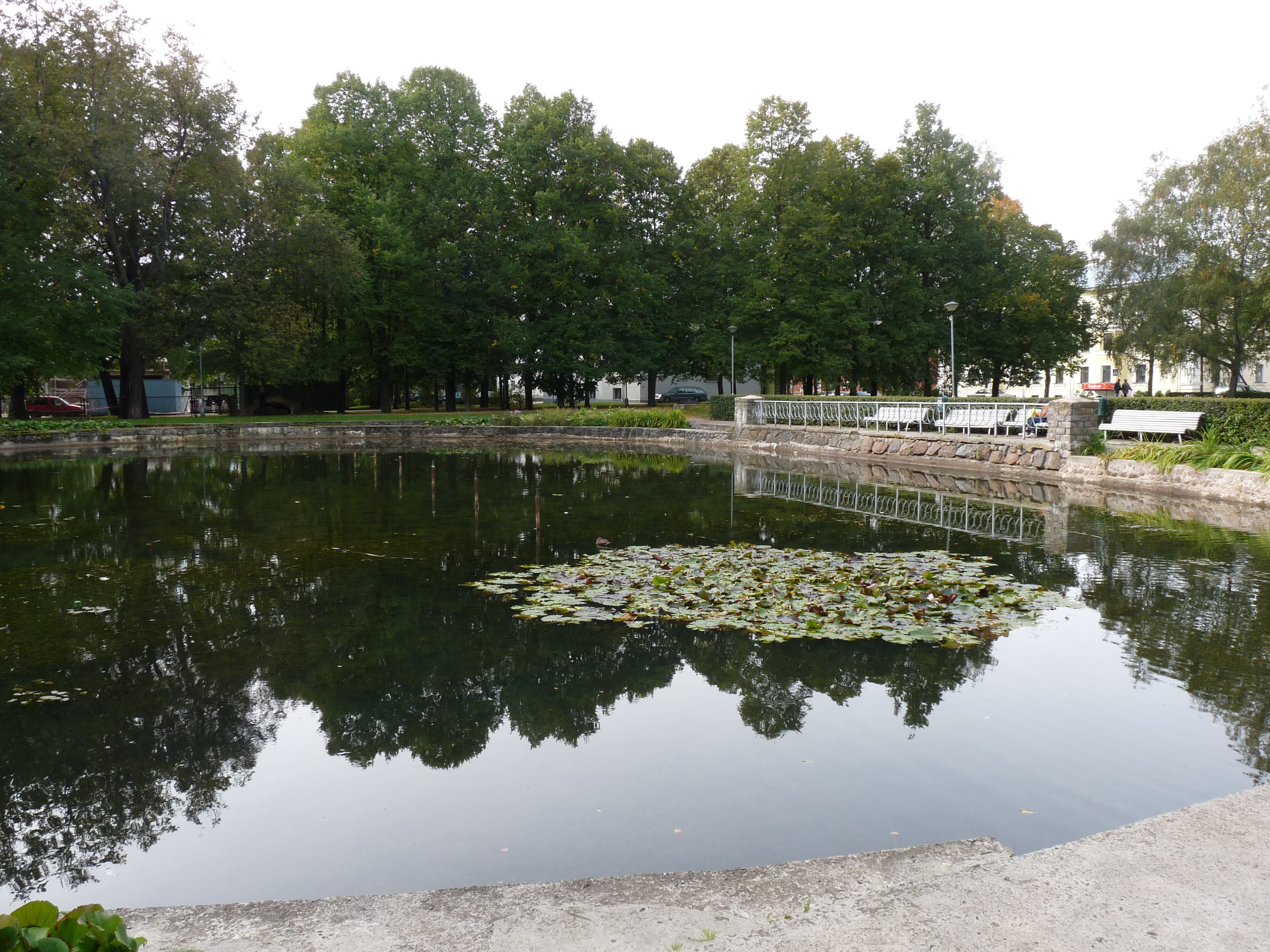
Étang de Vanemuine.